# El Grau de Gandia

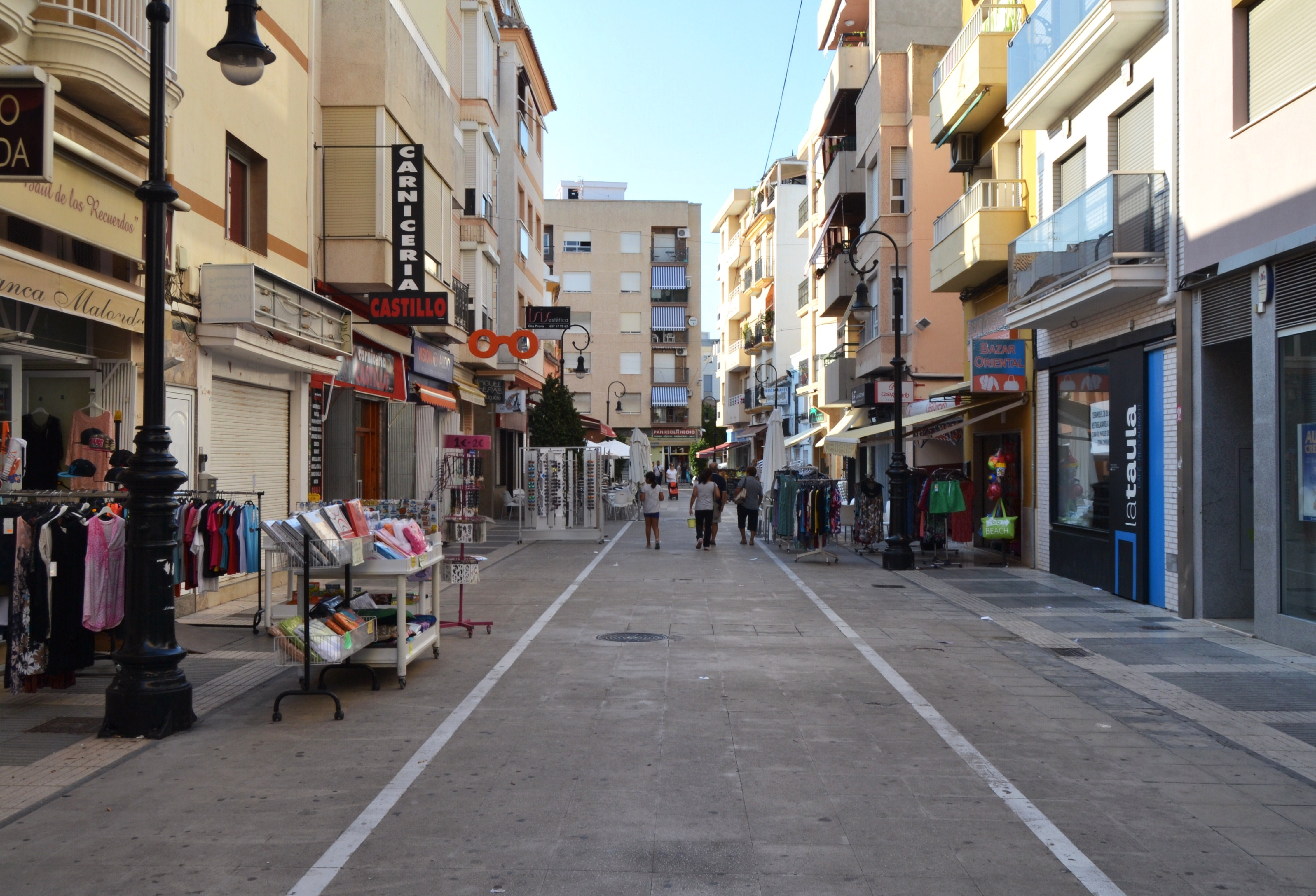
Carrer de la Verge del Grau de Gandia.

El Grau de Gandia, amb aproximadament uns 7.000 habitants (grauers), és un dels barris marítims de la ciutat de Gandia. Situat entre la desembocadura del riu Serpis, al sud, i la desembocadura del riu de Beniopa –conegut al Grau per Sant Nicolau–, on es troba el port pesquer i esportiu gandià, un dels més importants ports citrícoles del País Valencià, inaugurat el 1893, a la gola del barranc, gràcies a la companyia anglesa que va construir el ferrocarril de via estreta d'Alcoi a Gandia, que desembarcava carbó per a les indústries d'Alcoi.
L'àrea del Grau de Gandia incorpora els barris del Grau, la Platja de Gandia, Venècia i els Marenys de Rafalcaïd, aquestos últims separats de la resta pel riu Serpis i a tocar de la platja de Daimús.

## Història

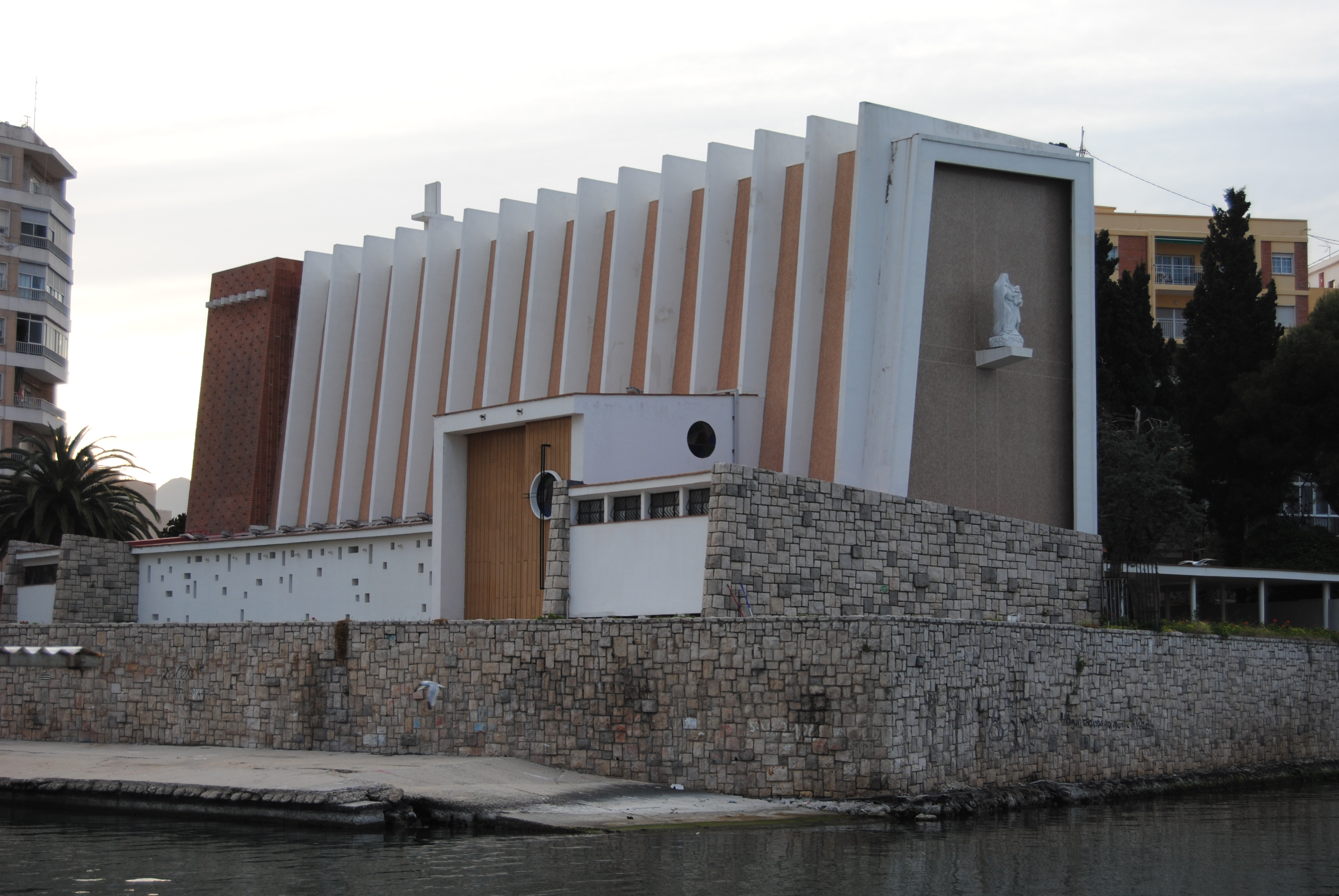
Església de sant Nicolau

Històricament, el Grau de Gandia, havia sigut una caseria dividida per barranc de Sant Nicolau, el barri que quedava al nord del barranc tradicionalment se'l coneix amb el nom del Llavador, pel llavador de llana que allí hi havia, i que després seria el lloc on els pescadors netejaven les seues xarxes, amb el també conegut com les cases del Molí de Santa Maria. Al costat del barri del Llavador i al nord del port, el sector conegut com el Grau Nou, de caràcter residencial, on la burgesia alcoiana tenia la seua residència d'estiu, enllaça amb el sector conegut per la platja Nord de Gandia, important centre turístic.
Al sud del barranc, es trobava el Grau pròpiament dit, només tenia uns cinc carrers i un gran magatzem per a guardar les mercaderies dels vaixells i del tren. Este magatzem es deia "la Casa del Grau de la Mar" i tenia una gran torre de vigilància. Al barri del Grau, se li afegix, el caseriu annex de Venècia, adossat al port, amb una estructura que el peculiaritza de la resta dels barris marítims.
Es creu que ja al segle xiii hi havia cases al Grau, ja que Jaume I, quan conquista el castell de Bairén, passa una nit en una de les cases que hi havia a la caseria marítima del Grau. En l'actual estació de Renfe, hi havia una xicoteta ermita que va ser enderrocada als anys seixanta, després de quedar no apta per al culte durant la guerra civil. Es creu que l'ermita també va ser utilitzada com a presó, ja que entre les seues runes es van trobar cadàvers amb cadenes. Amb l'enderroc de l'antiga ermita, es va construir, junt al port, la nova església de Sant Nicolau, edifici construït als anys seixanta, de nau única i planta rectangular amb cinc capelles en el lateral dret.

## Tradicions i festes
El Grau de Gandia, celebra les seues festes patronals el 16 de juliol i estan dedicades a la Mare de Déu del Carme, patrona dels pescadors. Cada any es fa una processó marítima amb la Mare de Déu del Carme i la Mare de Déu Blanqueta, una processó amb barques pel port de Gandia.
El barri també compta amb dues falles: la falla del Grau i la falla de Sant Nicolau-Mosquit, així com amb una germandat de Setmana Santa, el Davallament, amb seu canònica a l'església de Sant Nicolau.

## Llocs d'interès
- Església de Sant Nicolau.
- Port de Gandia.
- Campus de Gandia de la Universitat Politècnica de València (anteriorment, Escola Politècnica Superior de Gandia) .
- Centre de Música de Gandia.
- Platja Nord de Gandia (Platja de Gandia, al Grau)

## Esports
El Grau compta amb el seu propi equip de futbol, el Portuaris, que milita a la Regional Valenciana.